# 聖卡塔利娜灣
33°00′N 118°00′W / 33.000°N 118.000°W

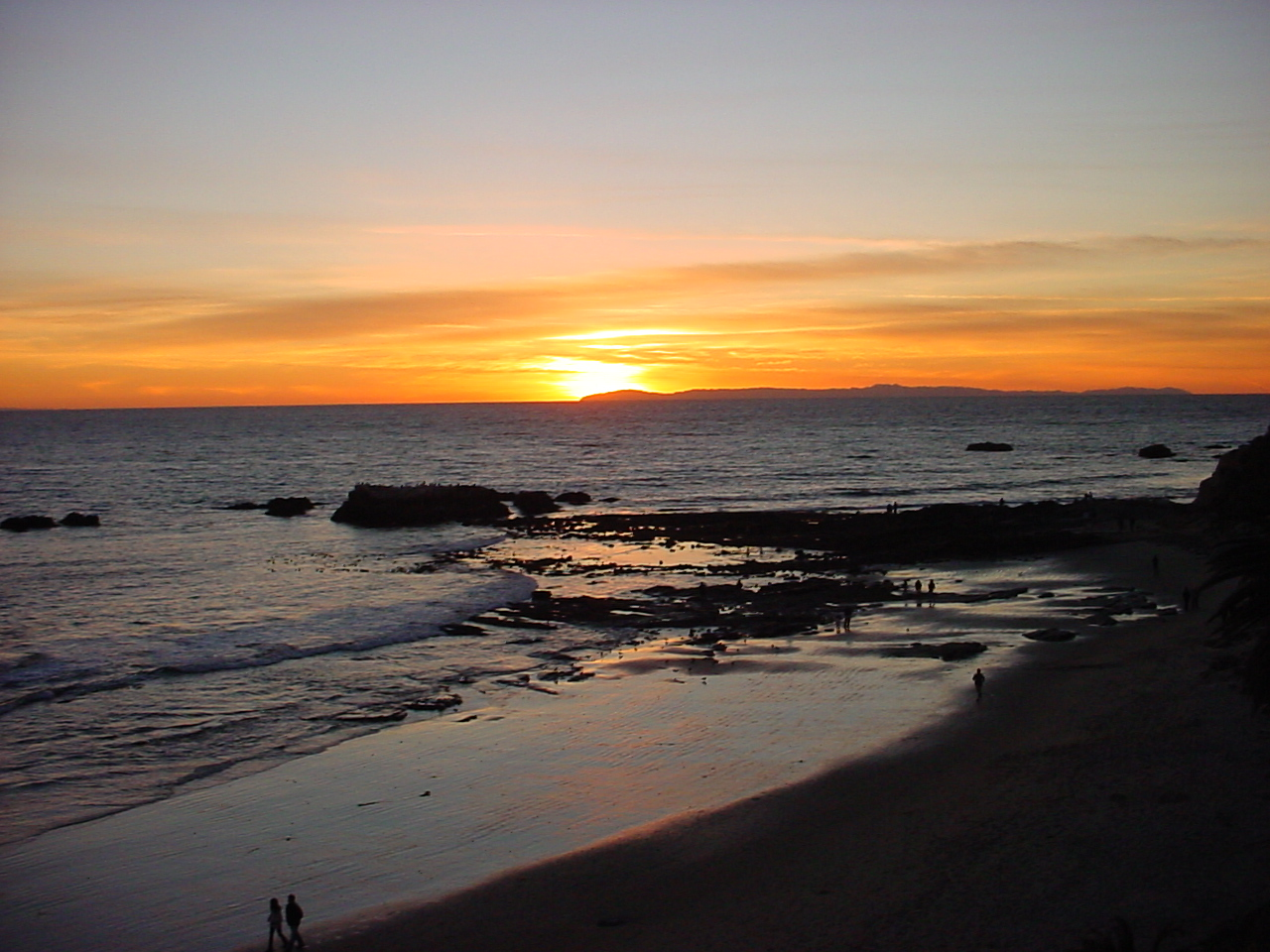
日落時的聖卡塔利娜灣，臨拉古纳海滩

聖卡塔利娜灣，或者叫做卡塔利娜灣，是太平洋上位在北美洲西岸的一個海灣。海灣東岸為美國的加州和墨西哥的下加利福尼亞州；這段海岸上最大的城市是聖地牙哥。海灣裡的島嶼包括圣卡塔利娜岛。
聖卡塔利娜灣位於地震活躍區。

## 歷史
1542年，聖卡塔利娜灣第一次出現了歐洲探險家的身影：從聖誕沙洲來的胡安·卡布里略搭乘聖薩爾瓦多號與另外兩艘船航行經過。